# Красноярский государственный университет
Красноя́рский госуда́рственный университе́т (КрасГУ, КГУ) — один из крупнейших университетов Красноярска, как самостоятельное высшее учебное заведение просуществовал с 1969 по 2006 год.
В 2006 году стал ядром Сибирского федерального университета.

## История

### 1960-е годы
Организован в 1963 году по инициативе Леонида Васильевича Киренского как Красноярский филиал Новосибирского государственного университета, где началась подготовка по специальностям «физика», «математика» и «биофизика»
В 1966 году университет получил корпус на улице Маерчака.
В 1963—1969 годах директором филиала была Галина Романовна Балуева, впоследствии декан физического факультета и заведующая кафедрой биофизики университета.
В 1969 году с целью подготовки специалистов для различных отраслей промышленности и управления Красноярского края, академических институтов Красноярского научного центра СО РАН и в целом системы образования региона на базе Красноярского филиала Новосибирского государственного университета и филиала юридического факультета Томского государственного университета был образован Красноярский государственный университет (КрасГУ) в составе четырёх факультетов: физического, математического, биолого-химического и юридического.

### 1970-е годы
В 1972 году Красноярский университет выпускает собственную газету — «Университетская жизнь».
В 1974 году в университете был образован факультет общественных профессий с отделениями: лекторское, социальное, библиотечное, теория и практика пионерской работы, журналистика, художественная словесность.
В 1976 году при непосредственном участии В. Г. Пивоварова, В. С. Соколова, В. А. Болотова, В. О. Бытева, И. Фрумина в университете была открыта Краевая летняя школа, созданная по образцу физико-математической школы в Новосибирске. В это же время Бюро Красноярского краевого комитета КПСС принимает постановление о развитии Красноярского университета, в том числе о необходимости открытия факультетов экономики и филологии.
22 апреля 1977 года началось строительство нового комплекса университетских зданий, в том числе корпуса физического факультета, столовой и общежитий. В этом же году создана кафедра экологии и открыт Ботанический сад, а также создана проблемная лаборатория физиологии и светокультуры растений (В. М. Гольд). К этому времени в университете обучается свыше трёх тысяч студентов.
В 1978 году свою работу начал Вычислительный центр.

### 1980-е годы
В 1980 году окончено строительство корпуса физического факультета и общежитие № 2. Открыта базовая кафедра ЦКБ «Геофизика».
В 1981 году на математическом факультете открыто экономическое отделение, а на юридическом факультете — филологическое отделение. В этом же году начала работу новая студенческая столовая в помещении занимаемом раньше преподавательским залом. Прежняя столовая располагалась на площадях нынешнего Японского центра, конференц-зала и т. д. Магазин-кулинария находился на месте банкетного зала.
В 1982—1983 годах окончено строительство и сданы — клуб самодеятельной песни, административный корпус, 3-й корпус (математический и экономический факультеты). По итогам 1983 года университет был впервые награждён Почётной грамотой министерства и вошёл в число двадцати лучших вузов России (из 178 вузов РСФСР).
В 1984 году В. К. Дьяченко начал проведение эксперимента по коллективному способу обучения.
В 1985 году сданы спортивный комплекс и общежитие № 3.
В 1986 году открыта университетская межвузовская поликлиника. Также в этом году введён Вычислительный центр и сдан четвёртый корпус (биолого-химического факультета) с окнами зоомузея и завершилось строительство 1-й очереди университетского комплекса. Кандидат физико-математических наук Н. Н. Носков создал Школу Космонавтики в Железногорске.
В 1987 году был создан психолого-педагогический факультет, а юридический факультет переместился в корпус на улице Маерчака. По итогам года Красноярский университет был награждён Почётной премией министерства и вошёл в число ведущих вузов страны.
В 1988 году Краевой комитет КПСС принял программу преобразования Красноярского университета в «Центр науки, культуры и коммунистического воспитания». Университет получил возможность проведения краевой программы «Кадры». В университетской жизни введено свободное посещение всех лекций, кроме эстетического цикла, физического воспитания и практики. В этом же году произошло разделение биолого-химического факультета на биологический и химический факультеты. В этом же году 7 ноября открывается комплексный приёмный пункт: ремонт часов, обуви, чистка одежды.
В 1989 году заключён договор с Горно-химическим комбинатом. Также в этом году университет посетила первая делегация из Хэйлунцзянского университета.

### 1990-е годы
В 1990 году для «разработки высокоэффективных способов получения особо чистых металлов, полупроводниковых материалов и средств телекоммуникаций на основе новейших технологий» создан Научно-исследовательский инженерный центр «Кристалл», директором которого стал доцент и заведующий кафедрой физической химии Красноярского университета, кандидат химических наук С. Г. Бахвалов. Совместно с Сибирской государственной аэрокосмической академией создано МИФО — Межвузовское инженерно-физическое отделение.
В 1991 году в Красноярском университете обучалось свыше 3,5 тысяч студентов. Также в этом году было заключено соглашение о сотрудничестве с Даремским университетом и осуществлён первый внебюджетный приём студентов.
В 1992 году открыта специальность «социальный работник». Также в этом году сдано в использование общежитие № 4 и создана Ассоциация студентов-физиков (АСФ).
В 1993 году декан экономического факультета В. М. Зубов стал губернатором Красноярского края. Также в этом году создан «Учебно-методический центр по программированию и новым информационным технологиям в обучении», из которого в дальнейшем вырос «Медиа-центр», активисты АСФ открыли Региональную авторскую школу, а для будущего Издательского центра приобретена дорогая печатная машина «Доминант».
В 1994 году налажено сотрудничество с зарубежными университетами: совместно с Вашингтонским университетом создан Центр подготовки малого и среднего бизнеса (RUSA) (оказание консалтинговых, образовательных и информационных услуг предпринимателям и предприятиям города и края), совместно с Грайфсвальдским университетом и Католическим университетом Голландии юридический факультет Красноярского университета получает грант по программе Европейского Содружества. Также в этом году создан Институт экологии, рыбохозяйственных водоёмов и наземных биосистем, который возглавил доктор физико-математических наук, профессор В. Н. Лопатин. К 25-летию университета в корпусе физического факультета появился подаренный НПО ПМ спутник «Молния-3» (В. В. Данилов).
В 1995 году деканом биологического факультета избран доктор биологических наук, профессор А. П. Савченко. В этом же году создан факультет физической культуры и спорта.
В 1996 году открыт факультет современных иностранных языков.
В 1998 году Красноярский университет вместе с Московским университетом впервые в России открыли новое направление по подготовке студентов по специальности «химия» с присвоением квалификации «Химик. Материаловед-исследователь».
В 1998 году открыт Центр Интернет (директор — Б. В. Олейников), а также на юридическом факультете под руководством доктора юридических наук профессора А. С. Горелика начала работать Юридическая клиника, призванная оказывать бесплатные юридические консультации населению города.
По состоянию на 1998 год в КГУ работало 579 штатных преподавателя, из которых 60 были докторами наук, а ещё 401 являлись кандидатами наук. На дневном отделении обучалось 4795 студентов, а на заочном 2715.Обучение проводилось по 22 специальностям, а научная деятельность по 19 направлениям.

### 2000-е годы
К 2005 году университет подготовил более 20 тысяч специалистов и насчитывал около 12,5 тыс. студентов и аспирантов. К этому времени в университете работали 1353 сотрудника, из них 720 преподавателей. 44 доктора наук и профессора, 230 кандидатов наук и доцентов, семнадцать являлись действительными членами и членами-корреспондентами различных российских и международных академий. В КГУ учились студенты из десяти стран.
К 2006 году Красноярский университет готовил специалистов по 13 направлениям и 42 специальностям — математическим, физическим, биологическим, экономическим, юридическим, филологическим и др. Обучение велось на 12 факультетах и 72 кафедрах. На дневном отделении университета учатся около восьми тысяч студентов, работало более сотни профессоров и докторов наук, более трёхсот кандидатов наук и семисот преподавателей. Большинство преподавателей естественнонаучных факультетов — доктора и кандидаты наук, работающие в научно-исследовательских институтах КНЦ СО РАН. Международные связи установлены со многими университетами Европы, США и Австралии.
При университете работали Заочная естественно-научная школа (ЗЕНШ), ботанический сад, гимназия № 1 «Универс», научная библиотека, научно-исследовательская часть, научно-исследовательский инженерный центр «Кристалл», инженерный центр «Химприбор». Университет входил Ассоциацию юристов России.

### Реорганизация
В 2006 году Распоряжением Правительства РФ от 4 ноября 2006 года в ходе присоединения к нему трёх других вузов Красноярска КГУ был преобразован в Сибирский федеральный университет.

## Структура университета

### Факультеты
По состоянию на 2006 год в состав КГУ входили следующие факультеты:
- биологический
- психолого-педагогический
- социально-правовой
- историко-философский
- искусствоведения и культурологии
- математики и информатики
- современных иностранных языков
- физической культуры и спорта
- филологии и журналистики
- физический
- химический
- экономический
- юридический

Физический факультет
На физическом факультете проводились работы по изучению общей теории относительности и космологии, по электромагнитным и сейсмоакустическим методам исследования различных сред, по физике низкотемпературной плазмы, экологической биофизике, по физике полупроводников и диэлектриков, высокотемпературной сверхпроводимости, моделированию процессов преобразования тепловой энергии в электрическую, квантовой теории твёрдого тела и другое.
Химический факультет
На химическом факультете проводились исследования сверхпроводников, ресурсосберегающих технологий, материалов для электронной техники, химии окружающей среды, химического анализа и диагностики.
Математический факультет
На математическом факультете исследовались вопросы связанные с алгеброй, анализом дифференциальных уравнений, разрабатывались методы и программы решения задач механики твёрдого тела, жидкости и газа, программирования, математического обеспечения ЭВМ в автоматизированных системах управления экономикой, производственными процессами, а также математической обработки больших объёмов информации.
Биологический факультет
На биологическом факультете проводились исследования регуляции первичных процессов фотосинтеза, оценки влияния стрессирующих факторов, изучались и разрабатывались биотехнологии грибов-продуцентов, биологически активные стаболиты и биопрепараты, разрабатывались методы ускорения селекционного процесса ценных сельскохозяйственных растений, изучались наземные и водные экосистемы.
Филиалы
- Лесосибирский педагогический институт[1][2]

### Другие подразделения
Кроме перечисленных в состав университета входили следующие подразделения:
- Высший колледж естественных наук
- Учебно-методический центр по программированию и новым информационным технологиям
- Университетский центр гуманитарного образования
- Региональный центр высшей школы
- научно-исследовательская часть
- Отраслевая научно-исследовательская лаборатория «Космофизика»
- Научно-исследовательский физико-технический институт
- Научно-исследовательский инженерный центр «Кристалл»
- Научно-исследовательский институт прикладной и теоретической математики
- Научная библиотека
- Вычислительный центр
- Экспериментальная школа «Универс» (средняя школа № 106)
- Физико-математическая школа интернат с космической специальностью
- Ботанический сад
- Издательский центр

## Вестник Красноярского государственного университета
Вестник Красноярского государственного университета. Гуманитарные науки
Гуманитарная серия выпускалась начиная с 1999 года. В журнале освещались фундаментальные вопросы гуманитарных наук. Публиковались статьи по важным вопросам культуры, образования, онтологии и теории познания, политологии, права, экономики, социальной философии, социологии, языкознания. Уделялось большое внимание публикациям, посвящённым теоретическому осмыслению тех процессов, которые происходили в современном российском обществе.
- Редакционная коллегия: А. Я. Райбекас, д-р филос. наук, проф. (гл. ред.) (с 1999); В. В. Гришаев, д-р ист. наук, проф (зам. гл. ред.) (с 1999); А. М. Аронов, канд.физ.-мат. наук, проф. (с 2002); С. А. Дробышевский, д-р юрид. наук, проф. (с 1999); Н. П. Копцева, д-р филос. наук, проф. (с 2002); В. И. Жуковский, д-р филос. наук, проф (1999—2002); В. М. Зубов, д-р экон. наук, проф.; З. И. Палиева, канд. филос. наук, доц. (секретарь) (с 1999); В. И. Петрищев, д-р пед. наук, проф; А. П. Сковородников, д-р филол. наук, проф. (с 1999); Б. И. Хасан, д-р психол. наук, проф. (1999); И. С. Пыжев, канд. экон. наук (с 2002); О. А. Карлова, д-р филос. наук, проф. (2005); Л. И. Григорьева, д-р филос. наук, проф. (2005); А. П. Павлов, канд. филос. наук, доцент (2005); Г. У. Аминова, канд. филос. наук, доцент (2005); М. В. Москалюк, канд. искусств., доцент (2005).
- Редакционный совет: А. С. Проворов, д-р физ.-матем. наук, проф.; В. А. Сапожников, канд. физ.-матем. наук, проф.; А. Я. Райбекас, д-р филос. наук., проф.; А. Ф. Ямских, д-р геол. наук, проф.; А. М. Баранов, д-р физ.-матем. наук, проф. (с 2002); А. М. Кытманов (с 2002), д-р физ.-матем. наук, проф.; А. П. Савченко, канд. биол. наук, проф.; С. В. Качин, доктор хим. наук, проф.; Н. П. Копцева, д-р филос. наук, проф. (в 2005 — гл. ред.); В. И. Жуковский, д-р филос. наук, проф. (в 2005 — гл. ред.)

Вестник Красноярского государственного университета. Физико-математические науки
Физико-математическая серия выпускалась начиная с 2002 года. В журнале были представлены статьи по главным направлениям исследований по физико-математическим наукам, которые велись в университете. Наряду с научными статьями и сообщениями в журнале также рассматривались вопросы образования, связанные с преподаванием математики и информатики, физики, а также общим проблемам физического эксперимента.
- Редакционная коллегия: А. С. Проворов, д-р физ.-мат. наук, проф.; В. А. Сапожников, канд. физ.-мат. наук, проф.; А. М. Баранов, д-р физ.-мат. наук, проф.; А. М. Кытманов, д-р физ.-мат. наук, проф.
- Редакционный совет:
  - Направление «Физика»: К. С. Александров, д-р физ.-мат. наук, академик РАН; В. Ф. Шабанов, д-р физ.-мат. наук, член-корр. РАН; С. Г. Овчинников, д-р физ.-мат. наук, проф.; Г. С. Патрин, д-р физ.-мат. наук, проф.; Г. А. Петраковский, д-р физ.-мат. наук, проф.; В. А. Кратасюк, д-р биолог. наук, проф.; Л. В. Границкий, канд. физ.-мат. наук, проф.; П. П. Турчин, канд. физ.-мат. наук, доцент.
  - Направление «Математика»: В. К. Андреев, д-р физ.-мат. наук, проф.; В. А. Бартенев, д-р техн. наук, проф.; Ю. Я. Белов, д-р физ.-мат. наук, проф.; О. Ю. Воробьёв, д-р физ.-мат. наук, проф.; О. Г. Проворова, д-р техн. наук, проф.; В. В. Рыбаков, д-р физ.-мат. наук, проф.; В. М. Садовский, д-р физ.-мат. наук, проф.

Вестник Красноярского государственного университета. Естественные науки
Естественно-научная серия выпускалась начиная с 2003 года. В журнале освещались основные направления исследований по химическим и биологическим наукам, которые проводились ведущихся в университете.
- Редакционный совет: А. С. Проворов, д-р физ.-мат. наук, проф.; В. А. Сапожников, канд. физ.-мат. наук, проф.; А. М. Баранов, д-р физ.-мат. наук, проф.; А. М. Кытманов, д-р физ.-мат. наук, проф; А. П. Савченко, канд. биол. наук, проф.; Ю. С. Краснощёков, д-р биол. наук, проф.; С. В. Качин, доктор. хим. наук, проф.
- Редакционная коллегия:
  - Направление «Биология»: А. А. Савченко, д-р мед. наук, проф.; С. М. Чупров, канд. биол. наук, проф.; Н. А. Гаевский, канд. биол. наук, проф.; Е. А. Ваганов, академик РАН, проф.; Г. Ю. Ямских, канд. геол.-минерал. наук, доц.; Ю. С. Григорьев, канд. биол. наук, проф.
  - Направление «Химия»: В. М. Денисов, канд. хим. наук, проф.; Н. Н. Головнёв, д-р хим. наук, проф.; Б. Н. Кузнецов, д-р хим. наук, проф.; О. Н. Кононова, канд. хим. наук, доц.; В. Н. Лосев, канд. хим. наук, доц.

## Ректоры университета
- 1969—1975 годы — Александр Иванович Дрокин.[1][4]
- 1975—1988 годы — Вениамин Сергеевич Соколов[4], доктор физико-математических наук, профессор, лауреат Государственной премии СССР по физике, крупный учёный и общественно-политический деятель России, действительный член Российской академии образования, заслуженный деятель науки Российской Федерации, лауреат премии Правительства РФ в области образования, при котором университет переживал время подъёма.
- 1988—1996 годы — Николай Дмитриевич Подуфалов[4], доктор физико-математических наук, профессор выпускник математического факультета Красноярского государственного университета (выпуск 1971 года) — действительный член Российской академии образования, в 1996—1998 годы — заместитель Министра общего и профессионального образования Российской Федерации, заслуженный деятель науки Российской Федерации, лауреатом Премии Правительства Российской Федерации в области образования.
- 1996—2006 годах — Александр Сергеевич Проворов, известный специалист в области оптики и лазерной физики, автор более 150 научных и научно-методических работ, действительный член Оптического общества им. Д. С. Рождественского, член Российского отделения Международного общества по оптической технике, член-корреспондент Российской академии образования. В 1995 году он был удостоен благодарности Президента РФ, в 2005-м стал лауреатом премии Правительства РФ в области образования. Внёс большой вклад в развитие университета.

## Известные преподаватели
- Куцев, Геннадий Филиппович

## Известные выпускники
- Болотов, Виктор Александрович — первый заместитель министра образования Российской Федерации, главный идеолог и куратор ЕГЭ.
- Зинык, Владимир Фёдорович — прокурор Калининградской области.
- Котюков, Михаил Михайлович — руководитель Федерального агентства научных организаций (ФАНО) с 2013 года. Министр науки и высшего образования Российской Федерации.
- Табагуа, Батал Иванович — абхазский политик, Председатель Центральной избирательной комиссии Республики Абхазии; с 1995 по 2005 годы — министр юстиции Республики Абхазия.
- Терентьев, Михаил Борисович — российский спортсмен, политический и спортивный деятель. Генеральный секретарь Паралимпийского комитета России
- Усс, Александр Викторович — председатель Законодательного собрания Красноярского края, доктор юридических наук, профессор. С 2018 по 2023 годы — губернатор Красноярского края.
- Хрусталёва, Мария Сергеевна — российская баскетболистка
- Чеботарёв, Вячеслав Михайлович — прокурор Владимирской области.
- Чуриков, Владимир Викторович — прокурор Москвы, прокурор Волгоградской области.
- Шалаев, Владимир Михайлович — российский и американский физик.